# 29.
◄ | 1. stoljeće pr. Kr. | 1. stoljeće | 2. stoljeće | ►
◄ | 0-ih pr. Kr. | 0-ih | 10-ih | 20-ih | 30-ih | 40-ih | 50-ih | ►
◄◄ | ◄ | 26. | 27. | 28. | 29. | 30. | 31. | 32. | ► | ►►
Astronomija • Književnost • Kršćanstvo

## Smrti
- Livia, supruga rimskog cara Augusta (* 58. pr. Kr.), majka cara Tiberija

## Vanjske poveznice
|  | Zajednički poslužitelj ima još gradiva o temi 29. |